# James Illy Friedmann
James Illy Friedmann (geboren als Isidor Friedmann; 19. August 1900 in Posen, Deutsches Reich; gestorben 29. August 1971 in Buenos Aires) war ein deutsch-argentinischer Buchhändler und Verleger.

## Leben
Isidor Friedmann besuchte das Mariengymnasium und meldete sich 1917 als Kriegsfreiwilliger beim Pionierregiment Königsberg. Nach Kriegsende absolvierte er in Berlin eine Verlagsbuchhändlerlehre und machte 1924/25 eine Studienreise in die USA. Er fand eine Arbeit beim Hermann Müller Verlag und eröffnete danach die Buchhandlung James Friedmann & Co. in der Berliner Münzstraße 4. Nach der Machtübergabe an die Nationalsozialisten 1933 wurde Friedmann 1935 als Jude aus der Reichsschrifttumskammer ausgeschlossen, und er ging 1938 auf der Suche nach einer Arbeit und einer Aufenthaltsgenehmigung ins Ausland. Seine Frau und seine 1929 geborene Tochter  blieben einstweilen in Deutschland zurück und wurden nach Kriegsausbruch im Ghetto Theresienstadt inhaftiert. Sie überlebten die Judenverfolgung, während Friedmanns Mutter von den Deutschen ermordet wurde.
Friedmann gelangte nach einem illegalen Grenzübertritt nach Argentinien, wo er sich aus kleinen Anfängen eine berufliche Existenz aufbaute und in Buenos Aires die Buchhandlung und Leihbücherei Cosmopolita gründete. Mit dem Verlag Editorial Cosmopolita, dem Friedmann bis 1946 als Direktor vorstand, wurde den emigrierten europäischen Schriftstellern eine Publikationsmöglichkeit geboten, so den Autoren Günther Ballin, Paul Walter Jacob, Hans Jahn, Johann Luzian und August Siemsen. Der Verlag war der bedeutendste deutschsprachige in Lateinamerika.
Für die Sortimentsbuchhandlung gelang es Friedmann, drei Filialgeschäfte einzurichten. Der an die Buchhandlung angeschlossene Verlag publizierte Fortbildungsschriften und Bücher über Technik auf Spanisch.